# Мірзійоєв Шавкат Міромонович
Шавкат Міромонович Мірзійоєв (узб. Shavkat Miromonovich Mirziyoyev; нар. 24 липня 1957, Заамінський район, Джиззацька область, Узбецька РСР) — узбецький державний та політичний діяч, з 14 грудня 2016 року — президент Узбекистану. До свого обрання на період з 8 вересня до 14 грудня 2016 року тимчасово виконував обов'язки президента Узбекистану.
Займав посади прем'єр-міністра і керівника Комплексу з питань сільського і водного господарства, переробки сільгосппродукції і споживчих товарів з (2003 — 2016). Глава адміністрації (хакім) Самаркандської (2001—2003) і Джиззацької областей (1996—1999).

## Біографія
Шавкат Міромонович Мірзійоєв народився в Заамінському районі Джиззацької області Узбекистану. У 1981 році Мірзійоєв закінчив Ташкентський інститут іригації і меліорації, отримав освіту за спеціальністю «інженер-механік». З 1981 по 1992 рік Мірзійоєв працював в Ташкентському інституті — спочатку молодшим науковим співробітником, секретарем комсомольської організації, пізніше — парторгом інституту. У тому ж вузі Мірзійоєв отримав ступінь кандидата технічних наук. Найвищою посадою, яку він займав в закладі до 1992 року, стала посада першого проректора.
В 1990 році Мірзійоєва обрали депутатом Верховної Ради Узбекистану, а в 1994 він потрапив і в новий парламент країни. У 1992 році Мірзійоєв став головою адміністрації Мірзо-Улугбецького району Ташкенту. У 1996 році указом президента Узбекистану Іслама Карімова Мірзійоєв був призначений хакімом Джиззацької області Узбекистану. У 1999 році він знову переобраний в Олій Мажліс. Цю посаду Шавкат Мірзійоєв обіймав протягом двох років до переходу на роботу в уряд.

### На чолі уряду Узбекистану
12 грудня 2003 року був призначений прем'єр-міністром Узбекистану. Працюючи на цій посаді, він перетворився на найсильнішого політика республіки. Після смерті першого Президента Узбекистану Іслама Карімова 2 вересня 2016 року експерти вважали Мірзійоєва одним з найбільш ймовірних кандидатів на пост Президента країни. На посту глави уряду він відповідав за сільське господарство і розвиток регіонів, зокрема, за прибирання бавовни, до якої до недавнього часу в країні примусово залучали навіть дітей.

### Кандидат у президенти
8 вересня 2016 року спільним засіданням обох палат парламенту його було затверджено тимчасовим виконувачем обов'язків президента Узбекистану. Згідно з заявою інформаційної служби парламенту це було зроблено з метою «збереження стабільності, забезпечення громадської безпеки та правопорядку, ефективного вирішення найважливіших питань суспільно-політичного та соціально-економічного розвитку країни», а також враховуючи його «багаторічний досвід».
Механізму передачі влади прем'єр-міністру за конституцією не існує. Юридично голова Сенату не може взяти самовідвід і відмовитися від президентської посади. Він повинен виконувати обов'язки президента до наступних виборів. Глава узбецької опозиційної Демократичної партії Свобода, єдиний суперник Іслама Карімова на виборах президента Узбекистану в грудні 1991 року дисидент Мухаммад Саліх вважає, що на Юлдашева могли чинити тиск і за допомогою шантажу змусити відмовитися від посади. Рішення парламенту про призначення Мірзійоєва Саліх назвав «тихим переворотом», який здійснений для узурпації влади в країні.
Через тиждень після цього призначення (16 вересня) Мірзійоєв був висунутий кандидатом на пост президента Узбекистану на дострокових виборах, призначених на грудень 2016 року. 23 вересня 2016 року Центральна виборча комісія Узбекистану допустила його до участі у них.

### Президент (з 2016)

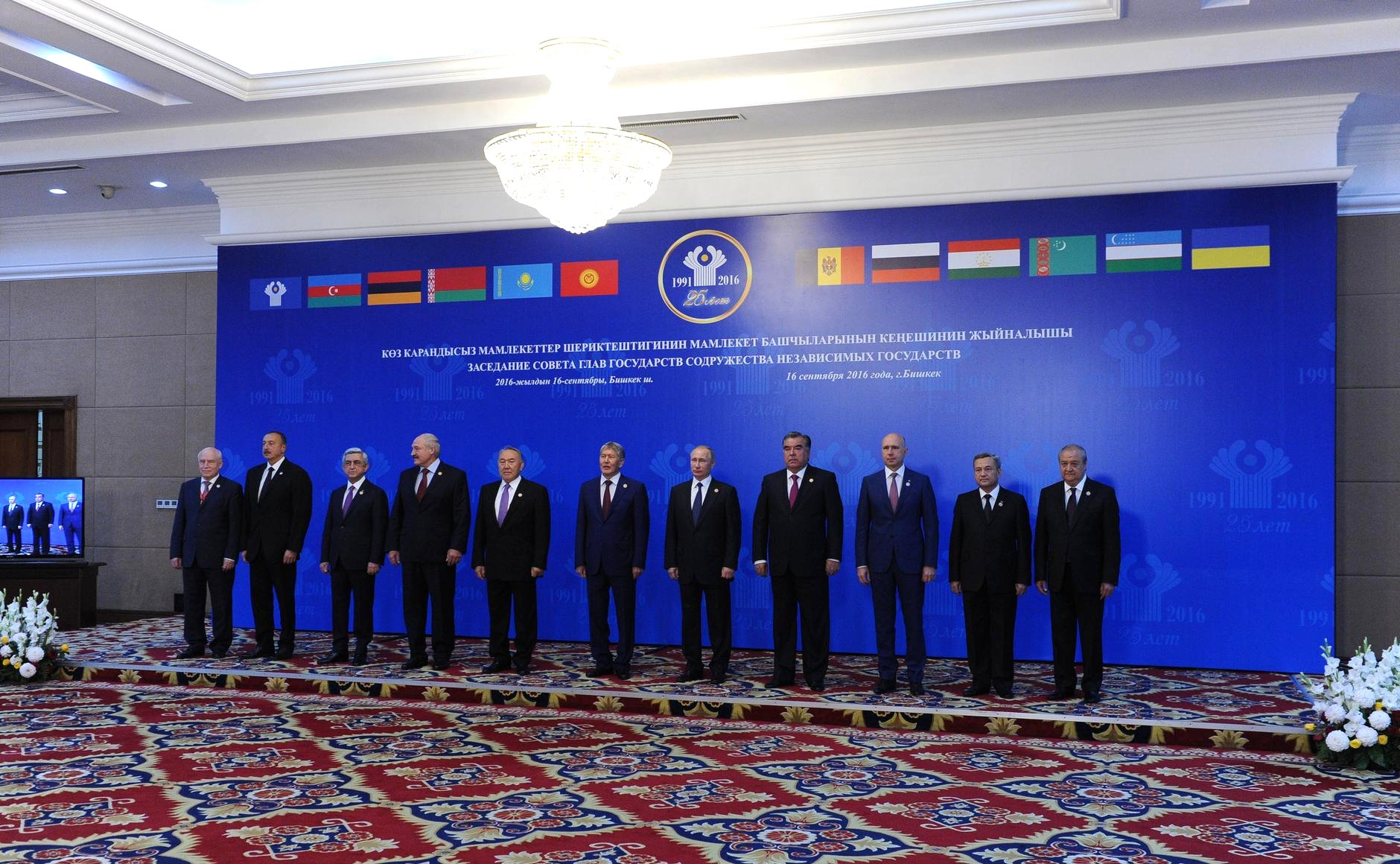
На засіданні Ради глав держав-учасниць СНД. Бішкек, 16 вересня 2016

5 грудня Центрвиборчком Узбекистану оголосив про перемогу Шавката Мірзійоєва на президентських виборах з результатом 88,61 % голосів виборців при явці 87,83 %. Інші учасники голосування отримали набагато менше голосів. За кандидата від Народно-демократичної партії Хотамжона Кетмонова проголосували 3,73 % (669 187 голосів), кандидат від Соціал-демократичної партії «Адолат» Нариман Умаров набрав 3,46 % (619 972 голоси), а за висуванця від Демократичної партії «Міллій Тикланіш» Сарвара Отамуратова проголосувало 2,35 % (421 055 голосів) виборців.
13 грудня Президент України Петро Порошенко провів телефонну розмову з новообраним президентом та привітав Шавката Мірзійоєва з обранням на посаду. Глави держав обговорили розвиток торговельно-економічної складової двосторонніх відносин. Зокрема, йшлося про участь українських компаній у реалізації програм з розвитку інфраструктури, енергетики, електрифікації залізничних шляхів та інших проектів на території Узбекистану. Лідери країн підтвердили спільну зацікавленість в активізації діалогу між державами на всіх рівнях.
14 грудня на урочистому засіданні парламенту прийняв присягу і вступив на посаду Президента Узбекистану. В інавгураційній промові пообіцяв «продовжити роботу дорогого вчителя, великого державного діяча Іслама Карімова», але в той же час провести реформи в багаторічній державній політиці, які стримували узбецьку економіку й ізолювали країну на міжнародному рівні. Тому багато аналітиків вважають, що Мірзійоєв буде кращим президентом, ніж його попередник.
24 грудня між ним і главою Киргизстану Атамбаєвим в Самарканді відбулись переговори, на якому лідери обох країн обговорили питання розвитку політичного діалогу та розширення економічних відносин, а також обмінялися думками щодо низки проблем регіонального і міжнародного характеру. 6-7 березня 2017 року Шавкат Мірзійоєв як глава узбецької держави здійснив свій перший закордонний візит в Туркменістан, де зустрівся з Президентом Гурбангули Бердимухамедовим. За підсумками переговорів лідери країн підписали 4 угоди: договір про економічне співробітництво, меморандум про подальший розвиток співробітництва в галузі залізниць, міжурядову програму співпраці в культурно-гуманітарній сфері та програму співпраці між зовнішньополітичними відомствами обох держав.
На початку президентства Мірзійоєва була проведена чистка органів прокуратури від колишніх працівників. 4 серпня 2017 року президент оголосив про те, що органи прокуратури Узбекистану слід повністю очистити від співробітників, які почали працювати при попередньому керівнику Ісламі Карімові, мотивуючи це тим, що прокурори є «найбільшими злодіями», які залишилися «від старої сміттєвої системи».
У серпні 2017 року своїм указом Мірзійоєв з 1 січня 2019 року скасував успадковану від колишнього СРСР систему «виїзних віз» і ввів біометричні закордонні паспорти. В указі зазначено, що нові правила для закордонних подорожей спрямовані на «усунення бюрократичних перешкод і випадків корупції». Іншим заходом президента стало ухвалене 2 вересня рішення про девальвацію національної валюти, яка знизила курс узбецького сома вдвічі. Подібна різка девальвація, за задумом уряду, повинна покласти край фактичній системі паралельних курсів: офіційного і «чорного ринку». Указ також зняв чинні досі обмеження для фізичних і юридичних осіб на купівлю іноземних валют у комерційних банках із метою використання в міжнародних операціях.
У жовтні 2021 року Шавката Мірзійоєва було переобрано президентом Узбекистану. 6 листопада 2021 року відбулася його інавгурація та він вступив на другий термін президентських повноважень.